# Satsunanöarna

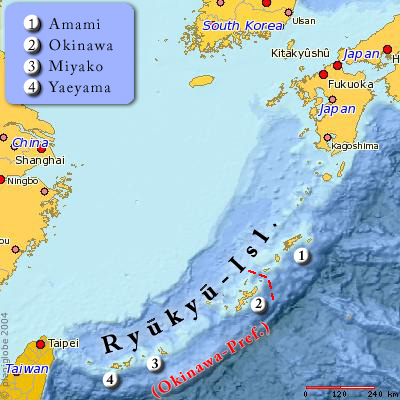
Lägeskarta, Satsunanöarna längst upp söder om Kagoshima

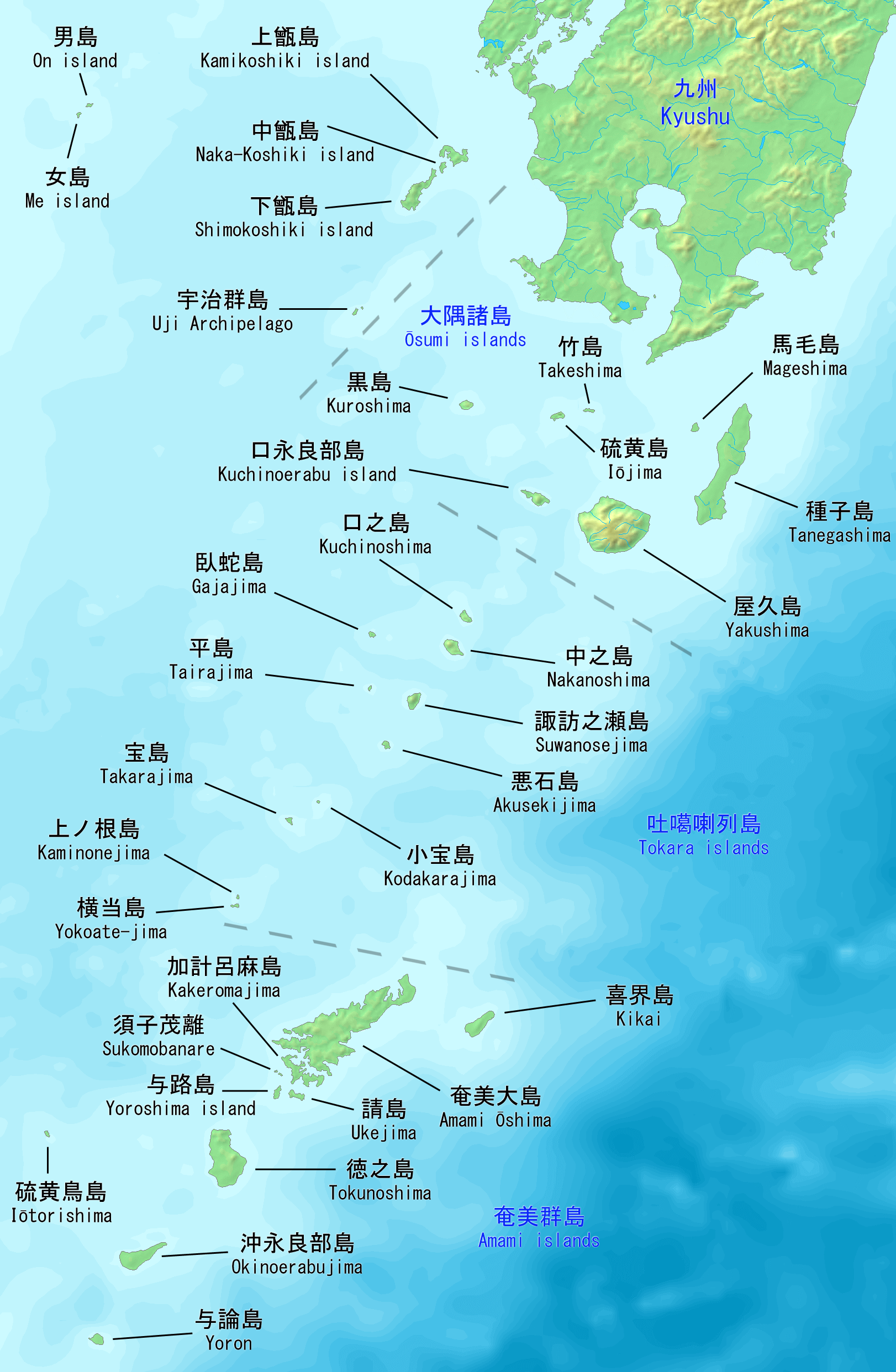
karta över Satsunanöarna

Satsunanöarna (japanska 薩南諸島 Satsunan-shotō) är en ögrupp i Östkinesiska havet i nordvästra Stilla havet som tillhör Japan.

## Geografi
Satsunanöarna är den nordligaste ögruppen bland Ryukyuöarna och ligger cirka 100 kilometer söder om Kyushuön och ca 550 km norr om Okinawaön.
Öarna är av vulkaniskt ursprung och har en areal om ca 2.356 km². Klimatet på öarna är subtropiskt. Den högsta höjden är Miyanoura-dake på cirka 1.935 m ö.h. och ligger på Yaku-shima bland Ōsumiöarna.
Ögruppen består av 3 områden:
- Ōsumiöarna, (Ōsumi-shotō), den nordligaste ögruppen, ca 1.030 km²
- Tokaraöarna, (Tokara-shotō), den mellersta ögruppen, ca 95 km²
- Amamiöarna, (Amami-shotō), den sydligaste ögruppen, ca 1.231 km²

Befolkningen uppgår till ca 183.000 invånare. Förvaltningsmässigt tillhör ögruppen Kagoshima prefekturen.

## Historia
Det är osäkert när öarna upptäcktes, de första dokumenterade omnämnandena finns i boken Nihonshoki från 720-talet.
Öarna utgjorde fram till 1624 en del av det oberoende kungadöme, Kungariket Ryukyu.
1609 invaderades Ryūkyūriket av den japanska Satsumaklanen under den dåvarande Daimyo som då kontrollerade området i södra Japan. Ögruppen införlivades 1624 i Satsumariket.
1879 under Meijirestaurationen införlivades riket i Japan, och öarna blev först del i länet Ōsumi no Kuni ("Ōsumi provinsen") och senare del i Kagoshima prefekturen.
Under Andra världskriget ockuperades området våren 1945 av USA som förvaltade öarna fram till 1953 då de återlämnades till Japan.
1969 öppnade den dåvarande japanska rymdforskningsstyrelsen NASDA (National Space Development Agency of Japan) (1) rymdhamnen Tanegashima Space Center (TNSC) på Tanega-shimaön bland Ōsumiöarna..